# Picotecnologia
O termo picotecnologia é um neologismo, que pode ser melhor compreendido quando seu significado é comparado com nanotecnologia (a diferença, de significado, reside nas escala métricas distintas). É um nível futuro de manipulação da matéria, onde a escala está em uma dimensão equivalente a um trilionésimo do metro, também conhecida como picoescala (10−12); o que corresponde a três ordens de magnitude (mil vezes) menor que o nanômetro, e duas ordens de magnitude (100 vezes) menor do que a maioria das medições e transformações químicas. Picotecnologia envolveria a manipulação da matéria a um nível atômico. Um desenvolvimento hipotético ainda mais avançado, a femtotecnologia, trabalharia em níveis subatômicos.
Picociência é o termo empregado por alguns futuristas para se referir a matéria estruturada na escala dos picômetros. A primeira vez, foi especulado a tendência emergente da picotecnologia, como alegados exemplos em homeopatia, medições físicas em picoescala e em montagem biológica de moléculas. Picotecnologia foi descrita com a possibilidade de mudança na estrutura e propriedades químicas de átomos individuais, tipicamente através da manipulação de estados energéticos de elétrons no interior atômico, produzindo metaestabilidade com propriedade não comuns, gerando formas determinadas de átomos exóticos. Reação redox é uma transformação análoga; nela, pode-se manipular o estado de oxidação de átomos. Ou análoga, são excitações de elétrons para estados excitados metaestáveis, tal qual lasers e algumas formas de absorção saturada. Outro exemplo que se encaixa no tipo, é a manipulação de estados excitados de elétrons em átomos de rydberg, processo que pode ser utilizado para codificar informações.
Ray Kurzweil, um notável futurista, escreveu sobre esse nível tecnológico. Ele especula que humanos vão alcançar a picotecnologia no século XXII.
Alternativamente, alguns pesquisadores aplicam picotecnologia no âmbito da nanotecnologia, para se referir à fabricação de dispositivos e estruturas onde os átomos são posicionados com precisão sub-nanométrica. Um exemplo de uma área onde essa escala de manipulação é útil, é a força entre um átomos no microscópio de força atômica e um átomo em uma amostra em que se estuda e que varia exponencialmente, sendo o "sistema" sensível em alterações na posição da ordem de 50 a 100 picômetros (fato devido, em curta distância, à exclusão de Pauli e, em longa distância, às Forças de van der Waals)